# Cardillac (opera)
Cardillac je tříaktová opera německého skladatele Paula Hindemitha, jehož libreto vychází z romantické novely E. T. A. Hoffmanna Slečna ze Scudéry z roku 1819. Premiéra první verze opery se uskutečnila v Drážďanech roku 1926. Přepracovaná verze, rozšířená na čtyři jednání, pak byla poprvé uvedena 20. června 1952 v Městském divadle v Curychu.

## K inscenační historii v českých zemích
Poprvé byla opera u nás uvedena v roce 1927, tedy jen rok po světové premiéře, v Novém německém divadle v Praze. V roce 2011 ji uvedlo Národní divadlo moravskoslezské v Ostravě, aby tak vzdalo hold skladateli,který ve 30. letech minulého století Ostravu několikrát navštívil.

## Stručný děj opery
Děj opery je zasazen do Paříže přelomu šestnáctého a sedmnáctého století. Opera líčí tajemný, až detektivní příběh pařížského zlatníka Cardillaka, v souvislosti s jehož výtvory dochází k nevysvětlitelným vraždám, jež děsí celé město. Cardillakovy šperky jsou úžasné, kdo si je však koupí – je zavražděn. Pachatelem zločinů je sám Cardillac, který se nedokáže od svých výtvorů odloučit, a aby je získal zpět, vraždí jejich kupce. Když vyjde pravda najevo, rozlícený dav jej nelítostně ubije.
Když se po čtvrtstoletí Hindemith k dílu vrátil kromě jiného změnil i dosud jednoznačný závěr: Oproti Cardillac se k činům přizná a naznačí projev lítosti, pomsta davu se však už nedá zastavit. Zazní tak otázka: Smí vlastně být dav samozvaným soudcem?